# Pentacosmia scoparia
Pentacosmia scoparia är en skalbaggsart som beskrevs av Newman 1842. Pentacosmia scoparia ingår i släktet Pentacosmia och familjen långhorningar. Inga underarter finns listade i Catalogue of Life.